# Cholmovec
Cholmovec, česky dříve také Homlovec, ukrajinsky Холмовець, maďarsky Hömlőc, je část obce Černý Ardov (Čornotysiv), v Pyjterfolvivské vesnické komunitě v okrese Berehovo, v Zakarpatské oblasti Ukrajiny, poblíž ukrajinsko-rumunské státní hranice. V roce 2025 zde žilo 715 obyvatel.

## Historie
Cholmovec je jméno slovanského původu a je vytvořeno z ukrajinského slova Холм (česky – kopec), jak naznačuje topografie kopcovitého terénu, na kterém se vesnice nachází.
Přesné datum vzniku obce se zatím nepodařilo zjistit, přestože vznikla v 19. století. Obec byla součástí Uherska. Po skončení první světové války se  jako součást Podkarpatské Rusi stala pod názvem Homlovec (maďarsky Hömlőc) součástí nově vzniklého Československa. V roce 1925 v obvodu obce probíhaly úpravy československo-rumunské hranice. Po skončení druhé světové války byla obec postoupena Sovětskému svazu.

## Zajímavost
Místní dřevěný kostel Všech svatých z roku 1679, pocházel z Velké Kopani u Vynohradivu, v roce 1857 byl za 255 zlatých přenesen do Cholmovce. V roce 1930 jej koupil československý senátor Václav Klofáč, který jej odtud nechal převést do Dobříkova v okrese Ústí nad Orlicí. Po opravě byl otevřen v roce 1931 a od té doby slouží Církvi československé husitské. V interiéru se nachází originální zařízení s vyřezávanými ikonami.